# Tourville-en-Auge
Tourville-en-Auge település Franciaországban, Calvados megyében. Lakosainak száma 258 fő (2022. január 1.). Tourville-en-Auge Saint-Gatien-des-Bois, Saint-Martin-aux-Chartrains és Pont-l'Évêque községekkel határos.

## Népesség
A település népessége az elmúlt években az alábbi módon változott:
| Lakosok száma | 131  | 166  | 207  | 230  | 255  | 245  | 234  | 240  | 246  | 258  |
|               | 1968 | 1982 | 1990 | 2006 | 2013 | 2015 | 2017 | 2019 | 2020 | 2022 |